# Леопольд Стафф
Леопо́льд Ге́нрик Стафф (пол. Leopold Henryk Staff; 14 листопада 1878, Львів — 31 травня 1957, Скаржиско-Каменна, Польща) — польський поет, драматург і перекладач чеського походження. Один з найбільших польських поетів 20 століття.

## Біографія
Народився в родині власника цукерні у Львові (пол. "Franciszek Staff, cukiernia"), голови місцевого товариства «Ческа Беседа» Франтішека Циріла Стаффа  (1845-1902), за адресою: вул. Скарбківська, №11 (нині вул. Лесі Українки — будинок уже не існує), де і мешкав до 1913. Після цього до 1939 року мешкав на вул. Пекарській, №15.
Навчаючись у Львівському університеті (1897–1901), майбутній письменник брав участь в літературному гуртку «Планетники» (пол. «Płanetnicy»). Здійснив кілька поїздок до Італії, рік провів у Парижі, співробітничав з періодичною пресою. В 1907 році разом з матірʼю Леопольдиною Стафф (*1855-†1919) і братами Франтішеком (*1885-†1966) і Карлом пол. Ludwik Maria (*1890-†1914) став членом товариства «Ческа беседа» у Львові. У 1909-14 роках редагував книжкову серію вибраних творів видатних письменників та філософів у видавництві «Книгарня польської бібліотеки Бернарда Полонецького» (пол. «Księgarnia Biblioteki Polskiej B. Połonieckiego»). Роки Першої світової війни пережив у Харкові. З 1918 року — у Варшаві: редактор журналу «Новий огляд літератури та мистецтва» (пол. «Nowy Przegląd Literatury i Sztuki»), був віце-головою, а потім головою Товариства польських письменників та журналістів (1924–1931), член Польської академії літератури (з 1933) і її віце-президент (1934–1939). В час німецької окупації Польщі (1939–1945) жив у Варшаві, а перші повоєнні роки провів у Кракові. Від 1949 року мешкав у Варшаві і Скаржиско-Каменній.
Перекладав з мов античних і сучасних — французької, італійської, німецької, англійської. З латини переклав віршовані тексти Яна Кохановского, з французького — Зигмунта Красинського. У його перекладах публікувалися твори Епікура, Демокріта, Геракліта, «Квіточки» св. Франциска Ассизського, праці Леонардо да Вінчі, вірші Мікеланджело, твори Дені Дідро, Ромена Роллана, Гете, Ф. Ніцше, Томаса Манна, Кнута Гамсуна, Сельми Лагерлеф та інших європейських письменників. Багато перекладів виходили з передмовами і коментарями Стаффа.
Похований на Повонзковському цвинтарі у Варшаві.

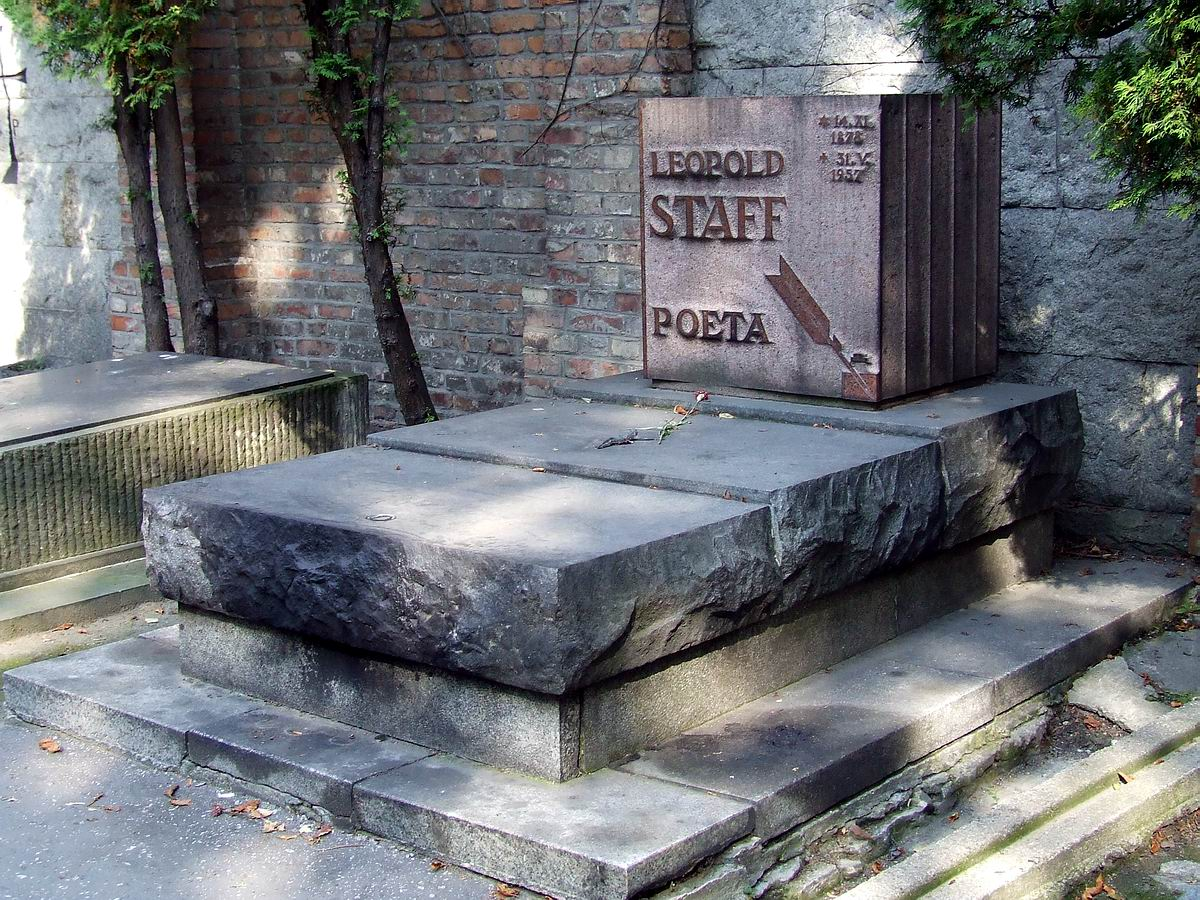
Могила Леопольда Стаффа на Повонзковському цвинтарі у Варшаві

## Поезія
Стаффа називають «поетом трьох поколінь», який завжди був авторитетом та взірцем для молодих письменників.
У 1900 році, завдячуючи старанням Яна Каспровича, Стафф дебютує із віршем «Безсонні ночі» (пол. «Noce bezsenne»), з'явившись на сторінках додатку до газети «Kurjer Lwowski».
У своїй першій збірці «Сни про могутність» (пол. «Sny o potędze») (1901) слідував символістським пошукам Молодої Польщі і разом з тим, в ніцшеанському дусі виступав проти декадансу, прославляючи діяльність і відкрите ставлення до життя.
Найбільш відомим віршем з цього циклу є «Коваль» (пол. «Kowal»). Це твір про боротьбу і надію. У ньому автор говорить про необхідність роботи над собою. Цим віршем Стафф протистояв декадентству і песимізму Молодої Польщі. Вважав, що метою людини має бути досягнення внутрішньої гармонії.
Наступна поетична збірка «День душі» (пол.«Dzień duszy») (1903) виявляє ключовий мотив поетичної творчості Стаффа — мотив прочанина, який знаходиться у вічному пошуку і сенсом життя якого є прагнення чогось.
У період модернізму Стафф видав збірки «Птахам небесним» (пол.«Ptakom niebieskim») (1905), «Квітуча гілка» (пол. «Gałąź kwitnąca») (1908), «Посмішки миттєвостей» (пол. «Uśmiechy godzin») (1910), «В тіні меча» (пол. «W cieniu miecza» (1911). У творах цього періоду мотив «радісного прочанина» перетинається з античними мотивами, спостерігається орієнтація на класицистичні традиції, оспівування вічних етичних і естетичних цінностей.
Збірки «Польові стежки» (пол. «Ścieżki polne») (1919), «Вушко голки» (пол. «Ucho igielne») (1927), «Високі дерева» (пол. «Wysokie drzewa») (1932), «Колір меду» (пол. «Barwa miodu») (1936) з'являються у період міжвоєнного двадцятиліття.
Трагізм фашистської окупації відбився у збірнику «Мертва погода» (пол. «Martwa pogoda») (1946). У післявоєнній ліриці, прагнучи до простоти і безпосередності поетичного вираження загальнолюдських почуттів, Стафф відмовився від традиційних метричних схем, метафоричності.
Також до збірок, опублікованих після Другої світової війни, належать «Лозина» (пол. «Wiklina») (1954), «Дев'ять муз» (пол. «Dziewięć muz») (1958).
Українською мовою вірші Стаффа перекладали Михайло Жук, Максим Рильський, Микола Бажан, Михайло Рудницький, Роман Лубківський, Анатолій Глущак, Дмитро Чистяк.